# Tony Campbell
Anthony "Tony" Campbell (Teaneck, Nueva Jersey; 7 de mayo de 1962) es un exjugador de baloncesto estadounidense que disputó 11 temporadas en la NBA, además de jugar en la CBA, la USBL y la Liga Griega. Con 2,00 metros de estatura, jugaba en la posición de alero.

## Trayectoria deportiva

### Universidad
Jugó durante cuatro temporadas con los Buckeyes de la Universidad de Ohio State, en las que promedió 14,7 puntos y 6,0 rebotes por partido. Fue elegido en dos ocasiones en el mejor quinteto de la Big Ten Conference.

### Profesional
Fue elegido en la vigésima posición del Draft de la NBA de 1984 por Detroit Pistons, donde jugó tres temporadas sin apenas contar para su entrenador Chuck Daly. Fue traspasado a Washington Bullets antes del comienzo de la temporada 1987-88, pero fue cortado antes del comienzo de la liga, y al verse sin equipo decidió irse a jugar a la USBL, en concreto a los Jersey Jammers, para al año siguiente cambiar de liga e irse a la CBA, a los Albany Patroons, hasta que fue llamado por Los Angeles Lakers del Showtime para ficharlo por el resto de la temporada, en un año en el que se hicieron con el anillo de campeones de la NBA tras derrotar a su exequipo, los Pistons, por 4 a 3.
Su buena actuación en los partidos que jugó hizo que se ganara la renovación por una temporada, en la que compartió banquillo con jugadores como Magic Johnson, Kareem Abdul-Jabbar o James Worthy, y en la que promedió 6,2 puntos y 2,1 rebotes por partido. Al año siguiente optó por fichar como agente libre por Minnesota Timberwolves, una franquicia nueva en la liga, y en la que sabía que obtendría los minutos de juego que no dispuso en sus anteriores equipo, con los que firmó por cuatro temporadas. Y no se equivocó, ya que pasó de disputar 12 minutos por partido con los Laker a 38 con los T-Wolves, acvabando el año con 22,5 puntos y 5,2 rebotes por partido, siendo, junto con sus compañeros Pooh Richardson y Randy Breuer, incluido en las votaciones para el All Star de esa temporada, quedándose en las puertas de conseguirlo. Jugó dos temporadas más en Minnesota a un buen nivel, hasta que en la temporada 1992-93 fue traspasado a New York Knicks, donde regresó al banquillo. Poco después del comienzo de la siguiente fue traspasado de nuevo, esta vez a Dallas Mavericks junto con una futura ronda del draft a cambio de Derek Harper. Allí no cumplió con las expectativas, por lo que loas Mavericks decidieron renunciar a sus derechos, firmando al año siguiente por Cleveland Cavaliers, ya con 32 años de edad, en la que iba a ser su última temporada entre los grandes.
Decidió entonces estirar un poco más su carrera profesional en Europa, yendo a jugar al AEK de Atenas de la Liga Griega, con los que compitió también en la Copa Korac. Se retiró definitivamente al año siguiente, formando en las filas de los Florida Beach Dogs de la CBA. En el total de su trayectoria en la NBA promedió 11,6 puntos y 3,1 rebotes por partido.

## Estadísticas de su carrera en la NBA

### Temporada regular
| Temporada | Edad | Equipo                 | Liga | P   | TIT | MIN  | TC  | TCA  | %TC  | 3P  | 3PA | %3P  | TL  | TLA | %TL  | R.OF. | R.DEF. | REB | ASIS | ROB | TAP | PER | FP  | PTS  |
| 1984-85   | 22   | Detroit Pistons        | NBA  | 56  | 0   | 11.2 | 2.3 | 4.7  | .496 | 0.0 | 0.0 | .000 | 1.0 | 1.3 | .800 | 0.7   | 0.9    | 1.6 | 0.4  | 0.5 | 0.1 | 1.2 | 1.9 | 5.6  |
| 1985-86   | 23   | Detroit Pistons        | NBA  | 82  | 1   | 15.8 | 3.6 | 7.4  | .484 | 0.0 | 0.1 | .222 | 0.7 | 0.9 | .795 | 1.0   | 1.9    | 2.9 | 0.5  | 0.8 | 0.1 | 1.0 | 2.0 | 7.9  |
| 1986-87   | 24   | Detroit Pistons        | NBA  | 40  | 0   | 8.3  | 1.4 | 3.6  | .393 | 0.0 | 0.1 | .000 | 0.6 | 1.0 | .615 | 0.5   | 0.9    | 1.5 | 0.5  | 0.3 | 0.0 | 0.9 | 1.0 | 3.5  |
| 1987-88   | 25   | Los Angeles Lakers     | NBA  | 13  | 1   | 18.6 | 4.4 | 7.8  | .564 | 0.1 | 0.2 | .333 | 2.2 | 3.0 | .718 | 0.6   | 1.5    | 2.1 | 1.2  | 0.8 | 0.2 | 2.0 | 3.2 | 11.0 |
| 1988-89   | 26   | Los Angeles Lakers     | NBA  | 63  | 2   | 12.5 | 2.5 | 5.5  | .458 | 0.0 | 0.3 | .095 | 1.1 | 1.3 | .843 | 0.8   | 1.2    | 2.1 | 0.7  | 0.6 | 0.1 | 1.0 | 1.7 | 6.2  |
| 1989-90   | 27   | Minnesota Timberwolves | NBA  | 82  | 81  | 38.6 | 8.8 | 19.3 | .457 | 0.1 | 0.7 | .167 | 5.5 | 6.9 | .787 | 2.5   | 3.0    | 5.5 | 2.6  | 1.4 | 0.4 | 3.1 | 3.2 | 23.2 |
| 1990-91   | 28   | Minnesota Timberwolves | NBA  | 77  | 71  | 37.6 | 8.5 | 19.5 | .434 | 0.2 | 0.8 | .262 | 4.6 | 5.8 | .803 | 2.1   | 2.4    | 4.5 | 2.8  | 1.6 | 0.6 | 2.5 | 2.6 | 21.8 |
| 1991-92   | 29   | Minnesota Timberwolves | NBA  | 78  | 41  | 31.3 | 6.8 | 14.6 | .464 | 0.2 | 0.5 | .351 | 3.1 | 3.8 | .803 | 1.8   | 1.9    | 3.7 | 2.9  | 1.1 | 0.4 | 2.1 | 2.6 | 16.8 |
| 1992-93   | 30   | New York Knicks        | NBA  | 58  | 13  | 18.3 | 3.3 | 6.8  | .490 | 0.0 | 0.1 | .400 | 1.0 | 1.5 | .678 | 1.0   | 1.7    | 2.7 | 1.1  | 0.6 | 0.1 | 0.9 | 2.6 | 7.7  |
| 1993-94   | 31   | TOTAL                  | NBA  | 63  | 14  | 19.3 | 3.6 | 8.1  | .443 | 0.1 | 0.4 | .250 | 1.5 | 1.9 | .783 | 1.2   | 1.7    | 3.0 | 1.3  | 0.8 | 0.2 | 1.3 | 2.1 | 8.8  |
| 1993-94   | 31   | New York Knicks        | NBA  | 22  | 11  | 17.2 | 2.9 | 5.8  | .492 | 0.0 | 0.1 | .333 | 1.4 | 1.7 | .811 | 1.3   | 1.5    | 2.7 | 1.4  | 0.9 | 0.0 | 1.3 | 2.7 | 7.1  |
| 1993-94   | 31   | Dallas Mavericks       | NBA  | 41  | 3   | 20.4 | 4.0 | 9.4  | .427 | 0.1 | 0.6 | .240 | 1.6 | 2.0 | .771 | 1.2   | 1.9    | 3.1 | 1.2  | 0.7 | 0.3 | 1.3 | 1.8 | 9.7  |
| 1994-95   | 32   | Cleveland Cavaliers    | NBA  | 78  | 0   | 14.5 | 2.1 | 5.0  | .411 | 0.2 | 0.5 | .357 | 1.7 | 2.0 | .830 | 0.8   | 1.2    | 2.0 | 0.9  | 0.4 | 0.1 | 0.8 | 1.6 | 6.0  |
| Total     |      |                        | NBA  | 690 | 224 | 22.0 | 4.6 | 10.1 | .456 | 0.1 | 0.4 | .254 | 2.3 | 2.9 | .790 | 1.3   | 1.7    | 3.1 | 1.5  | 0.8 | 0.2 | 1.6 | 2.2 | 11.6 |

### Playoffs
| Temporada | Edad | Equipo              | Liga | P  | MIN | TCA | TC  | 3PA | 3P | TLA | TL | R.OF. | REB | ASIS | ROB | TAP | PER | FP | PTS | %TC  | %3P   | %FT   | MIN  | PTS | REB | AST |
| 1984-85   | 22   | Detroit Pistons     | NBA  | 2  | 9   | 1   | 3   | 0   | 0  | 0   | 0  | 0     | 2   | 1    | 0   | 0   | 0   | 1  | 2   | .333 |       |       | 4.5  | 1.0 | 1.0 | 0.5 |
| 1985-86   | 23   | Detroit Pistons     | NBA  | 2  | 16  | 4   | 10  | 0   | 0  | 1   | 2  | 0     | 2   | 0    | 0   | 0   | 1   | 5  | 9   | .400 |       | .500  | 8.0  | 4.5 | 1.0 | 0.0 |
| 1986-87   | 24   | Detroit Pistons     | NBA  | 4  | 13  | 3   | 6   | 1   | 1  | 2   | 2  | 0     | 5   | 0    | 0   | 0   | 0   | 1  | 9   | .500 | 1.000 | 1.000 | 3.3  | 2.3 | 1.3 | 0.0 |
| 1987-88   | 25   | Los Angeles Lakers  | NBA  | 15 | 94  | 18  | 42  | 0   | 1  | 11  | 16 | 4     | 10  | 5    | 3   | 0   | 5   | 16 | 47  | .429 | .000  | .688  | 6.3  | 3.1 | 0.7 | 0.3 |
| 1988-89   | 26   | Los Angeles Lakers  | NBA  | 9  | 106 | 19  | 31  | 2   | 4  | 16  | 22 | 4     | 12  | 6    | 3   | 0   | 9   | 26 | 56  | .613 | .500  | .727  | 11.8 | 6.2 | 1.3 | 0.7 |
| 1992-93   | 30   | New York Knicks     | NBA  | 2  | 33  | 4   | 10  | 0   | 1  | 6   | 8  | 2     | 4   | 2    | 1   | 0   | 3   | 7  | 14  | .400 | .000  | .750  | 16.5 | 7.0 | 2.0 | 1.0 |
| 1994-95   | 32   | Cleveland Cavaliers | NBA  | 4  | 37  | 6   | 14  | 1   | 2  | 10  | 12 | 1     | 2   | 1    | 1   | 1   | 3   | 3  | 23  | .429 | .500  | .833  | 9.3  | 5.8 | 0.5 | 0.3 |
| Total     |      |                     | NBA  | 38 | 308 | 55  | 116 | 4   | 9  | 46  | 62 | 11    | 37  | 15   | 8   | 1   | 21  | 59 | 160 | .474 | .444  | .742  | 8.1  | 4.2 | 1.0 | 0.4 |